# Cucurbita moschata
Cucurbita moschata es el nombre científico de una especie de plantas cucurbitáceas originaria de las regiones tropicales de América, específicamente de la América Central y el norte de Sudamérica. 
Al ser una especie nativa del continente americano, es denominado con diferentes nombres de origen indígena según la región.
Como nombre común se usa ayote en algunos países de América Central y México, ahuyama o auyama en Colombia, Venezuela y la República Dominicana o simplemente zapallo, sin distinguirlo de la Cucurbita maxima, desde Honduras hasta Argentina. En esta última también se lo llama anco, o calabaza al igual que en España. En el Perú se distingue sobremanera la variedad llamada zapallo loche, considerada exquisita en su gastronomía.
Las variedades de Cucurbita moschata están mejor adaptadas a climas tropicales que las de C. maxima y C. pepo, con mayor resistencia a enfermedades y a insectos. Sin embargo, las variedades más conocidas de esta especie son probablemente las de tipo 'Butternut', que crecen en climas templados, e incluyen cultivares que resisten muy bien el calor y las lluvias torrenciales.
Su importancia económica en regiones tropicales de bajas altitudes no es reflejada en las estadísticas mundiales de producción, debido a que es cultivada principalmente para consumo local en poblaciones donde los datos de producción no son tabulados. No se conocen variedades silvestres, pero aún conserva una posibilidad de obtener un mínimo porcentaje de híbridos, quizás en ambas direcciones, con su especie hermana que posee variedades cultivadas y silvestres, Cucurbita argyrosperma. No híbrida con las demás especies.

## Descripción
Biología, diferenciación de las demás especies y cultivo en Cucurbita pepo, C. maxima, C. moschata, C. argyrosperma.
Las variedades en calabazas, calabacines, zapallos, zapallitos y nombres afines.

## Taxonomía y variedades

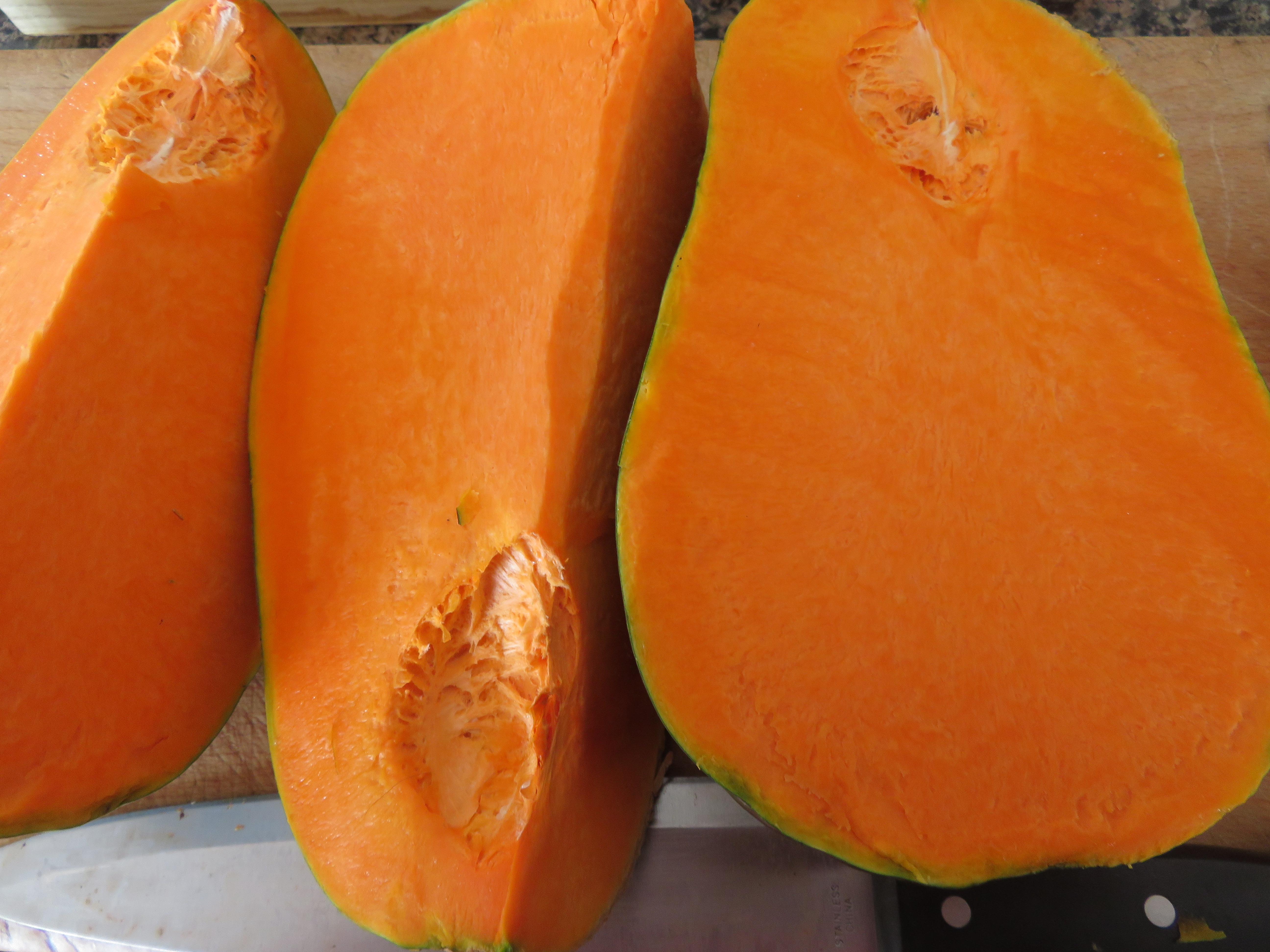
Calabaza abierta (Cucurbita moschata).

No se han descrito variedades silvestres; luego del libro de Linneo (1753) tomado de punto de partida de la nomenclatura botánica moderna, 3 variedades cultivadas conocidas en Europa fueron cuidadosamente descritas y nombradas por primera vez como la especie Cucurbita moschata por Duchesne en 1786. Luego de eso su difícil circunscripción sufrió una serie de vaivenes, sus cultivares fueron a veces ubicados en otras especies, o cultivares de otras especies fueron ubicados dentro de ella, en particular la muy similar Cucurbita argyrosperma cuyos cultivares en general habían sido identificados como C. moschata fue separada de esta última por Pangalo en 1930, quien redefinió sus respectivas circunscripciones de forma de delimitarlas claramente; C. argyrosperma en ese momento fue por él llamada Cucurbita mixta debido a que no tenía conocimiento de que uno de sus cultivares hubiera sido nombrado especie.
Las clasificaciones infraespecíficas tempranas, tanto europeas como americanas, fueron de limitado alcance debido a que no tuvieron en cuenta la gran diversidad de la especie, que aún hoy no está descrita.[cita requerida] El equipo ruso, formado en 1920 y liderado por el eminente Nikolái I. Vavílov, fue el primero en documentar sistemáticamente las variedades de esta especie que recolectaron desde México hasta Colombia y en Asia, información en la que se basa el trabajo de Zhiteneva (1930[cita requerida]), The world's assortment of pumpkins.[cita requerida] C. moschata es hoy en día todavía menos estudiada que C. pepo y C. maxima, en parte porque tiene pocos cultivares distribuidos comercialmente a excepción del 'Butternut' y los utilizados para enlatados comerciales;[cita requerida] y a pesar de los numerosos intentos no hay aún una clasificación infraespecífica que resulte satisfactoria.
| Variedad                             | Nombre botánico              | Imagen | Descripción                                               |
| ------------------------------------ | ---------------------------- | ------ | --------------------------------------------------------- |
| Zapallo Anco, cacahuate o coreanito. | Cucurbita moschata butternut |        | El zapallo anco cultivado en regiones de clima templado.  |
| Tamalayote o Tamalayota              | Cucurbita moschata           |        | Conocido como Tamalayote en México o Auyama en Venezuela. |
| Moscada de Provenza                  | Cucurbita moschata           |        |                                                           |
| Zapallo loche o Loche de Lambayaque  | Cucurbita moschata           |        |                                                           |

## Denominaciones
- En Argentina se lo llama "zapallo anco", o "calabaza".
- "Calabaza" (comestible), nombres que a veces comparte con el grupo crookneck de cuello largo. También "anday" o "andai", nombre que últimamente[cita requerida] parece preferirse para los de cuello largo. En Paraguay se lo denomina "andai" o "calabaza".
- En Chile: "zapallo Butternut" ,[21]
- En Ecuador "tipo Butternut".
- En el Perú se lo llama "zapallo loche" o simplemente "loche" y el departamento de Lambayeque y cuenta con denominación de origen.
- En Uruguay: "calabacín" si la semilla proviene de un cultivar desarrollado en Argentina. Muy cultivado. Muy apreciado inmaduro aunque inconveniente económicamente para este fin,[22] parece que poseen cultivos para cosechar inmaduros en Argentina.[cita requerida] También llamado coreanito.
- En Venezuela y República Dominicana se le llama simplemente auyama y en Colombia ahuyama

## Origen, hábitat y distribución
No se han encontrado variedades silvestres, y debido a que el clima cálido y húmedo de las regiones donde la especie es típicamente cultivada no permite la preservación de macro-restos arqueológicos, la información sobre su origen permanece incompleta; las semillas más antiguas hasta el momento datan del 4000 A.C. y se han encontrado en México; pero Andrés (2004) hipotetiza sobre la base de poblaciones con apariencia de primitivas  que la especie probablemente fue domesticada en Colombia, donde aparentemente se encuentra la mayor diversidad y donde la especie llega a altitudes de 2631 m (ver también). El mismo Andrés (2004) cuando lista los países de importancia menciona que es la única de las 4 que se cultiva en Cuba y uno de los vegetales más importantes de los cultivados en Puerto Rico, Jamaica y Haití. La especie había llegado en su forma domesticada muy tempranamente a Perú y Ecuador, a juzgar por los restos presentes en los registros arqueológicos más antiguos en las dos regiones, y parece haber evidencia de que en Ecuador desplazó a la en ese momento especie domesticada Cucurbita ecuadorensis, hoy feral. En tiempos precolombinos más recientes la especie ya había llegado al este y al sudoeste de los Estados Unidos, y probablemente también al noroeste de la Argentina, lo que aún debe ser confirmado por registros fósiles.
La especie es la única de las 4 cultivada en la región a la que Colón arribó en sus primeros viajes, fue la primera de ellas en ser conocida por él. De esto se deduce que debe haber llegado a Europa tan temprano como Cucurbita pepo, pero no aparece en los herbales sino más tarde, incluso más tarde que C. maxima y nunca en demasiada abundancia; probablemente debido a los requerimientos climáticos de muchos de sus cultígenos, menos propicios al clima de Europa que los de C. pepo y C. maxima.
Hacia fines del siglo XIX, la especie ya se encontraba bien establecida en todo el mundo, y es la más cultivada de las 4 especies en las regiones tropicales de bajas altitudes desde entonces. Además de su cultivo americano ahora se cultiva en la mayor parte de África tropical y en Arabia Saudita. En estas regiones, como en América, provee una importante fuente de carotenos y vitamina A (incluso sus frutos consumidos inmaduros como verdura de estación tienden a ser mejores fuentes de vitamina A que los de C. pepo).. Su importancia económica no es reflejada en las estadísticas mundiales de producción, debido a que es cultivada principalmente para consumo local en poblaciones donde los datos de producción no son tabulados.

## Agroecología y cultivo
Como es general en cucurbitáceas se desarrolla mejor a 25-30 °C y muere con las heladas, junto con C. argyrosperma poseen los cultivares más tolerantes a las temperaturas más altas. Es la más tolerante a los golpes de calor, a la insolación, y a las inundaciones provocadas por las lluvias torrenciales, y una vez la planta está bien establecida puede soportar bien los extremos de sequía y de humedad.
El resto como en las demás especies, en Cucurbita pepo, C. maxima, C. moschata, C. argyrosperma.

## Nombres de C. moschata
zapallo butternut, calabaza butternut, loche, zapallo loche, calabaza moscada, calabaza almizclera, zapallo de cuello largo, coreanito, tamalayote, ayote, anco, anquito, auyama, calabacín, anday, zapallo anco

## Citas
1. 1 2 3 4 5 6 7  Andres (2004a[1]): "Today. By the end of the 19th century, C. moschata had spread worldwide. It is the predominant Cucurbita species in lowland tropical areas, and is grown to a lesser extent in temperate regions. The altitudinal range for the species is not limited, however, to the lowlands, but reach up to 2631 m in Colombia (Zhiteneva 1930[2]). It is more tolerant of heat, insolation, and humidity than any other domesticated species of Cucurbita. Once plants are established, they are able to withstand not just wet conditions, but dry conditions as well (Ibrahim et al. 1996[3])."
2. ↑  JB Loy (2011[4]) p.93: "Although cultigens of all three species are found in temperate and sub-tropical climates, C. maxima and C. pepo are considered best adapted to temperate climates; whereas, many cultigens of C. moschata are restricted to tropical and subtropical climates."
3. 1 2  Andres (2004a[1]), traducción:"Cucurbita moschata es menos estudiada que C. pepo y C. maxima, en parte porque tiene pocos cultivares distribuidos comercialmente a excepción del Butternut y los utilizados para enlatados comerciales. Es la más cultivada en los trópicos, lo cual no se refleja en las estadísticas mundiales de producción, debido a que es cultivada para consumo local en poblaciones donde los datos de producción no son tabulados. Tiene capacidad de crecer en condiciones más cálidas que las toleradas por otras 2 Cucurbitas (por ejemplo es la única de las 3 cultivada en Cuba)."
4. 1 2 3 4 5 6
5. 1 2 3  Andres (2004a[1]), traducción: "Nunca fue descripta una población silvestre de esta especie, sólo variedades tradicionales (landraces), desde América central hasta el norte de Perú, con apariencia de primitivas."
6. 1 2  Connolly (2010[8]): "Cucurbita moschata Duchesne and C. argyrosperma Huber are closely related squash species and are known to be partially interfertile. These species commonly produce viable hybrid seed when C. argyrosperma is the maternal parent. This cross has been manually made via hand pollination by several researchers (Merrick 1990[9][10], Merrick 1991[5], Whitaker & Bemis 1964[11], Whitaker & Davis 1962[12]). A natural pollination experiment also showed that C. argyrosperma could set a high percent of fruit and viable seed in a field with only C. moschata as a pollen source (Wessel-Beaver 2000b[13]). Gene flow between the species has also been demostrated using isozyme and DNA techniques (Cuevas-Marrero and Wessel-Beaver 2008[7], Decker-Walters et al. 1990[10], Montes-Hernández & Eguiarte 2002[14]). Viable seed production with C. moschata as a maternal parent has very rarely been produced using tropical C. moschata germplasm (Wessel-Beaver pers comm.). It is thought that the majority of C. moschata cytoplasm is incompatible with C. argyrosperma nuclear genes (Wessel-Beaver et al. 2004[6]) Embryo rescue techniques have also been used to produce viable F1 hybrids with C. moschata as the maternal parent (Sisko et al. 2003[15]). Here reported is the apparently easy production of viable seed by a temperate C. moschata variety when pollinated by C. argyrosperma". En el cuerpo del trabajo menciona que se trata de los cultivares C. moschata 'Butterbush' y C. argyrosperma 'Green Striped Cushaw' sembradas en el invernadero libre de polinizadores del University of Connecticut Ecology and Evolutionary Biology department, en el 2008.
7. ↑  Andres (2004a[1]): "Cucurbita moschata was named and first described in detail by Duchesne in 1786 (Paris 2000a[17]). Out of 364 beautifully realistic watercolor plates by Duchesne in France, only three show mature fruits of C. moschata, most of the rest being C. pepo. One painting resembles the 'Cheese' pumpkin, while the other two resemble Caribbean-like calabazas (Paris 2000b[18])."
8. ↑  Andres (2004b[19]): "For some time after Duchesne first named and described it (Cucurbita moschata) in 1786 (Paris 2000[17]), botanists struggled with its circumscription. At times C. moschata was lumped under Cucuribta pepo L. or Cucurbita maxima Duchesne, and there were a number of instances in which C. moschata cultivars were misidentified as belonging to other species. In 1930, C. argyrosperma Huber ((equal to)C. mixta Pangalo) was split off from C. moschata (Pangalo 1930[20])."
9. 1 2 3 4  Andres (2004a[1]): "Pre-Columbian. Unfortunately, the hot, humid climate of much of the range where C. moschata is typically grown is not conducive to preservation of archaeological macro remains and thus records are incomplete. Seeds of C. moschata dating to 4000 B.C.E. have been found in southern Mexico (Flannery 1973[23]). While the archaeological record in Mexico predates that of the dry coast of Ecuador and Peru, there is greater abundance of early archaeological seeds, rinds, and pedicels in the latter. The arrival of C. moschata in Peru preceded that of maize (Zea mays L.). In Ecuador, C. moschata may have displaced an incipient domesticate, C. ecuadorensis H. C. Cutler & Whitaker, in prehistoric times (Andres and Robinson 2002[24]). Parodi (1966[25]) stated that C. moschata must have been cultivated in ancient northwest Argentina, but this has been little studied. By 200-700 C.E., moche pottery from norther Peru included casted C. moschata fruits, an indication that these were highly valued. In relatively recent pre-Columbian times, C. moschata was grown in eastern and southwestern United States."
10. ↑  Andres (2004a[1]): "Origen: Whitaker y Bemis (1964[11]) propusieron que C. moschata fue domesticada en México. Luego, ellos mismos (Whitaker y Bemis 1975[26]) pensaron que el centro de origen fue el sur de Mëxico con subsecuentes eventos de domesticación tanto hacia el norte a través de México y secundariamente hacia Sudamérica. Dos eventos de domesticación independientes en México y Colombia también fueron propuestos (Mangelsdorf et al. 1964[27]). Pickersgill y Heiser (1977[28]) sugirieron un origen México/Guatemala, con una distribución temprana a Sudamérica. - Ahora que ganamos una mejor comprensión de C. moschata en los últimos 40 años, el origen de la domesticación propuesto se ha corrido hacia el sur, de México al norte de Sudamérica. Basado en informes indocumentados de una calabacita silvestre en el norte de Colombia donde hay un hábitat adecuado para que exista un ancestro silvestre de C. moschata, Nee (1990[29]) hipotetizó que es ahí donde hay que buscar. Frutos con apariencia de primitivos que son pequeños y con cáscara lignificada y pulpa de pobre calidad  (Wessel-Beaver 2000[30]). Colombia ofrece la locación más probable del origen de domesticación de esta especie, pero las pruebas de que son su centro de origen esperan el hallazgo del progenitor silvestre. - La gran diversidad de razas en Colombia ha sido recién empezada a ser descripta (Wessel-Beaver 2000[30]). Formas de semilla marrón oscura (dark brown) ocurren en Colombia y sus países lindantes, pero en ninguna otra parte. Estas son plantas de día corto y por lo tanto no pueden ser cultivadas a latitudes más altas, como la que se encuentra en Geneva, Nueva York (Andres y Robinson, sin publicar). En México, sólo las formas con semillas de color light tan son cultivadas. Pero no se sabe cuán comunes son en Colombia. En el sur de Colombia, las semillas de color tan parecen ser más comunes pero esto no fue adecuadamente estudiado. Si hubo dos eventos de domesticación independientes en México y Coombia, uno puede esperar que la forma de semillas marrones (brown) fuera más común en Perú y Bolivia. No hay un gap distintivo en la morfología de las razas, lo que sugiere que hubo sólo un evento de domesticación antiguo en lugar de dos."  En inglés en el original: "Origin. Whitaker and Bemis (1964[11]) proposed that C. moschata was first domesticated in Mexico. Later, they (Whitaker and Bemis 1975[26]) believed that the center of origin was southern Mexico with subsequent domestications both northward throughout Mexico and secondarily South America. Two independent domestication events in Mexico and Colombia were also proposed (Mangelsdorf et al. 1964[27]). Pickersgill and Heiser (1977[28]) suggested that there was a southern Mexico/Guatemala origin, with an early spread to South America. - As we have gained a better understanding of the tropical pumpkin (C. moschata) over the last 40 years, the proposed center of its origin of domestication has moved southward from Mexico to northern South America. Based on undocumented reports of a wild gourd in northern Colombia where there is suitable habitat for a wild ancestor of C. moschata to exist, Nee (1990[29]) hypothesized that this is where to look. Primitive-appearing fruits that are small with lignified rinds and poor flesh quality occur in Colombia (Wessel-Beaver 2000[30]). Colombia offers the most likely location for where tropical pumpkin was originally domesticated, but proof that the center of origin is in Colombia awaits the finding of the wild progenitor. - The great diversity of landraces in Colombia has only begun to be described (Wessel-Beaver 2000[30]). Dark brown-seeded forms occur in Colombia and its neighboring countries, but not elsewhere. These are short-day plants and therefore cannot be grown at higher latitudes, such as at Geneva, New York (Andres and Robinson, unpublished). In Mexico, only forms having light tan-colored seeds are grown. But it is not known how common the light-colored seeds are in Colombia. South of Colombia, the tan-colored seeds appear to be more common but this also has not been adequately studied. If there were two independent domestication events in Mexico and Colombia, one might expect the brown-seeded form to be more common in Peru and Bolivia. There are no distict gap in the morphology of the landraces, suggesting that there was only one major ancient domestication event rather than two".
11. ↑  Paris y Maynard (2008[16]) informan que Wessel-Beaver (2000[30]) encontró la mayor variabilidad en los caracteres de fruto y semillas de C. moschata en Colombia.
12. ↑  Andres (2004b[19]): "The (Zhiteneva's 1930a[31]) var. colombiana, which has unique dark brown-colored seeds, was not only raised to the rank of subspecies by Filov (1966[32]), but was considererd possibly to be a new species (Bukasov 1930[33]). But there are intermediates with seeds of lighter shades of brown and some landraces that have dark brown seeds with lighter-colored seed margins. "
13. 1 2 3  Andres (2004a[1]): "European contact. On December 3, 1492, Columbus saw near the east end of Cuba fields planted with a rich assortment of crop plants, including "calabazas", that he described as a glorious sight ("que era gloria bella"). The calabazas must have been C. moschata since that is the only species of Cucurbita grown in the region. Other early reports of European explorers observing what was likely C. moschata in the New World include Oviedo in 1526 observing on Hispaniola "melones", "pepinos", and "calabazas" that Indians commonly cultivated in their gardens. Cabeza de Vaca encountered "pumpkins" in July 1528 near Tampa Bay, Florida. The earliest known illustration of such an encounter is shown in a manuscript on Francis Drake's voyages to the Caribbean between 1577 and 1587 by an unknown accompanying artist/seaman. There is a watercolor of fruits on a vine that while not readily identifiable to species, given their location, they must be C. moschata fruits. - Given these encounters, C. moschata must have been brought to Europe at least as early as C. pepo. Yet, it did not appear until later and never as abundantly. For example, in the herbal by Fuchs (1542[34]) and his subsequent unpublished manuscript (Meyer 1999[35]), a number of detailed and accurate drawings of fruits show different cultivars of C. pepo but no C. moschata. Other herbals have illustrations that are too crude to be identifiable to species. The first herbal with a readily identifiable illustration of C. moschata is that of van Rheede tot Draakestein (1688[36]), but this is over 100 year later and the drawing was from India and not Europe. Therefore, it was first assumed that C. moschata came from India. Later, it was thought to have com eto Europe from the Americas indirectly via india (Whitaker 1947[37]). But the Italian botanist Matthioli (1560[38]) noted that various cucurbits came to Italy from the West Indies with fruits lasting well into winter and having a sweetish taste. A plausible explanation for the comparatively late recording of C. moschata in Europe, even later than that of the South American species C. maxima, is that the first introductions came from the Caribbean region; these were short-day, late-maturing plants that failed to produce fruit in Europe. - Less ambiguous than the illustrations in the herbals are the highly detailed still-life Renaissance paintings of Dutch and Flemish artists. The first paintings showing C. pepo were drawn soon after contact with the New World, but nearly 50 years passed before Lucas Van Valkenborch, Jan Anton van der Baren, and other artists depicted an occasional C. moschata fruit among a mixture of other cucurbits species. The cultivar that first appeared in these paintings resembled the 'Cheese' pumpkins, a popular heirloom first reported in the eastern United States. This cultivar would grow better further north in Europe than would cultigens from the Caribbean."
14. ↑  Andres (2004a[1]): "Nutritionally, tropical pumpkin plays an important role in local diets. The fruits, though variable, are usually high in carotenoids, particularly in the deeper orange-fleshed cultivars, and therefore provide an important source of vitamin A. Even the immature fruits tend to be better sources of vitamin A than C. pepo summer squash (Holmes et al. 1945[39])."
15. ↑  Andres (2004a[1]): "Tropical pumpkins [Cucurbita moschata] are consumed primarily near to where they are grown on small family farms under low-input agricultural systems, not exceeding a few hectares in size. These are usually landraces, i.e. locally adapted, traditional cultivars, rather than commercial cultivars. This primary use of the species is not included in national production statistics and therefore its economic value is under estimated. Production statistics do not often distinguish between this species and the other species of squash and pumpkin. Cucurbita moschata is reported to be one of the most important vegetables in most of tropical Africa (Gwanama and Nichterlein 1995[40]) and Saudi Arabia (Alsadon et al. 1998[41]). In Puerto Rico, it is the most important non-root vegetable in amount consumed (Alamo 1990[42]). In Jamaica and Haiti, tropical pumpkin is the principal ingredient of pumpkin soup, a national dish of both countries."
16. ↑  HS Paris y DN Maynard (2008) Cucurbita en J Janick y RE Paull (2008[16]) The Encyclopedia of Fruit and Nuts: "Squash and pumpkins, like other cucurbits, grow most quickly in warm temperatures (25-30ºC) and are killed by frost. Warm temperatures promote growth and are especially beneficial for germination and development of seedlings. C. pepo and C. maxima pumpkins and squash are more tolerant to cooler temperatures than C. argyrosperma and C. moschata. Intense light is essential for good fruit production."